# Нозофобија
Нозофобија означава страх пред болешћу уопште, односно било које болести. Може бити патолошки страх пред неком болешћу која не постоји. Такав страх може довести до тежих облика присилне неурозе односно хипохондричних психоточних стања.